# جیمز آرتور

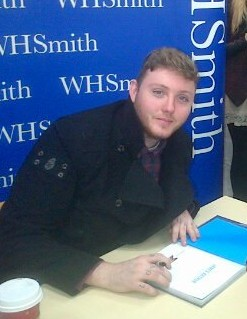
جیمز آرتور

جیمز آرتور (به انگلیسی: James Arthur) (زاده ۲ مارس ۱۹۸۸) خواننده انگلیسی است.
او در سال ۲۰۱۲ و در فصل نهم ایکس فاکتور بریتانیا اول شد .